# Richard Vission
Richard Vission, født Richard Gonzalez 24. maj 1969 i Toronto i Canada, er en amerikansk musikproducer og DJ. Han voksede op i San Fernando Valley i Los Angeles i Californien.
Richard Vission har lavet mange remixes for navne som Weezer, Radiohead, Timbaland og Lady Gaga, men har også udsendt egne produktioner som singlerne Somebody og Never Be Alone.
Han er desuden chef for sit eget label Solmatic.
Richard Vission var i 2009 sammen med DJ Static Revenger aktuel med singlen I Like That, hvor de havde allieret sig med den engelske sangerinde Luciana Caporaso.